# 布教保護権
布教保護権（ふきょうほごけん、西：Patronato Real、ラテン語：ius patronatus）は、ローマ教皇が世俗の権力者に与えた権利と義務。領地に教会関係の施設を建てた領主に、その教会の所有権と、それを維持する義務を課した。ここでいう「教会」は、狭義には教会堂を始めとするキリスト教の施設を指すが、広義にはキリスト教圏全域を指す。そのため、キリスト教圏そのものを「教会」と呼ぶことも可能で、「キリスト教界」と表記することもある。
教会の保護者たる世俗権力者の権利は、
1. 司教区の設置をきめ、その司教区を統轄する司教を、教皇に対し指名推選することが出来る。
2. その司教区内の司教座聖堂参事会員・小教区主任司祭その他の聖職禄受領者を、司教に対して指名推選することが出来る。

保護者に課せられた義務は、
1. 司教区とそこで働く教会聖職者を、経済的に支えること。
2. カトリック信仰の宣布に尽力すること。

であった。

## 布教保護権の成立
古代ローマでは、聖職者や信徒たちによって選ばれた司教が、その管轄下の聖職者を任命した。ゲルマン法では、教会を設立した領主はその教会の所有権と聖職者の任命権を持つこととされたが、8世紀に教皇グレゴリウス3世がこの領主権を保護権へと変えたのがはじまりとなる。これにより、領主は聖職者の任命権でなく斡旋権を持つだけとなり、教会を設立した領主であってもその教会を恣意的に処分することはできなくなった。
中世には封建領主が自分の領土内に教会や修道院を建て、それらを自分の私有物として聖職者も独自に任命した。これは世俗の権力が教会の権力の上位に位置することであったため、ローマ教皇庁は司教の任命権者は教会側でなければならないと主張して、俗権と対立し叙任権闘争が起きた。アレクサンデル3世の時に領主は教会の保護者として聖職者の指名推薦権を有するのみで、職位を授ける権限は教会側に帰するという保護権の法制度が定められた。

## カトリック両王
1469年、カスティーリャ王国の王女イサベル1世とアラゴン王国王太子フェルナンド2世が結婚した。後にカトリック両王となった2人は、ポルトガル以外のイベリア半島の諸国を統合してスペイン王国を成立させた。
「複合王政（モナルキーア・コンプエスタ）」として誕生したスペイン王国を統治するため、カトリック両王は、「言語も風習も制度も異なる」諸地域の統合手段として、キリスト教君主として布教保護権を前面に打ち出した。王国の高位聖職者の推挙権を手に入れて、司教たちを王権に従属させ、3大宗教騎士団をその管轄下に組み入れるとともに、フランシスコ・ヒメネス・デ・シスネロス枢機卿らを重用して修道院改革を進めた。

## 大航海時代
大航海時代、スペイン・ポルトガルのイベリア両国は、布教保護権の概念を海外進出と植民地支配を正当化するために利用した。これは、教皇庁側からすればカトリック教圏の拡大のために世俗の権力を利用することでもあった。
この時代の布教保護権は、従来のようなキリスト教世界の中ではなく、布教予定地である異教世界・新世界のカトリック教会の保護者としてスペイン・ポルトガルの国王を据えた。両国王室は布教保護権に基づき、本国の政府と国王が植民地の司牧と布教の義務を負って教会関係施設の設立と運営を行ない、司教と宣教師の人物を選択する権限を持った。これにより、異教世界はカトリックの布教予定地で、同時にイベリア両国の潜在的領有地となり、これらの土地を領土とするために武力征服をすることはローマ教皇の認可する正当な行為となった。そして布教保護権を与えられたのがスペイン・ポルトガルのみだったことから、両国は未知の世界に航海し、武力で奪い取った地を植民地として支配し、そこで貿易などを行う独占的権利を主張した。
ポルトガルは、1420年にマデイラ諸島を、1431年にアゾレス諸島を発見した時や、その後にアフリカ大陸西海岸の各地に進出した時、その都度教皇庁に請願して個別に布教保護権を受けた。これはキリスト教布教を大義名分として、すでに「発見」された、または将来「発見」される非キリスト教世界の、征服と貿易の独占権および聖職叙任権を、教皇勅書によってポルトガル国王に「贈与」するもので、以後の布教保護権の原型となった。やがてスペインも海外に進出し、ポルトガルと衝突するようになったため、両国は1494年6月にトルデシリャス条約を締結し、アゾレス諸島とヴェルデ岬諸島の西370レグア（約1770キロメートル）の地点に境界線を設定し、東側をポルトガルが、西をスペインが領有することと決めた。その後、ユリウス2世は1508年に大勅書を両国の国王に発して、布教保護権を恒久的に付与した。
中南米の現地住民に対するスペイン人の残虐行為への苦情がローマにまで達し、教皇庁はスペイン国王に抗議したが事態は改善されなかった。1568年、教皇ピウス5世は各地の宣教師と密接に連絡を取るため教皇使節を任命しようとしたが、スペイン王の反対で実現できなかった。教皇クレメンス8世は1599年に布教聖省を設立し、布教保護権を取り返して、布教事業を教皇庁が運営しようとした。しかし、スペイン国王は、布教保護権はスペイン・ポルトガルの2国に与えられた永代権であると主張して猛反対したため、1602年にこの試みも放棄されることになった。

## 日本布教
フランシスコ・ザビエルが日本に渡来して布教を始め、その後彼の所属するポルトガル系イエズス会に所属する宣教師が相次いで来日して布教が進められた。
当初は、日本がポルトガルの布教地という明確な意識は無かったが、イエズス会の布教実績に基づいて、日本にポルトガルの布教保護権がおよぶことが法的に定められた。ポルトガル国王の布教保護権は、1514年に教皇レオ10世の勅書によって東アジアにまで拡大し、1534年にはゴア司教区が、1557年にコチン司教区とマラッカ司教区が、1575年にはマカオ司教区が設置された。マカオ司教区の設定を決めた1576年1月23日付教皇グレゴリウス13世の大勅書には、日本が同司教区に含まれており、これにより日本の教会にポルトガル国王の布教保護権がおよぶこと、その保護者がポルトガル国王であることが確定した。その後、1588年（天正16年）には府内司教区（現・大分市）がポルトガル布教保護権の下に設置された。
しかし、日本はポルトガル圏に属していながら現実にはポルトガルの植民地ではなかったことと、距離的な問題から、ポルトガル国王の日本キリシタン教会への経済支援は十分なものにはならなかった。国王が支給する年金は2000ドゥカートだったが、1570年代まではほぼ滞りなく支給されていたのが、1580年代以降は遅延、または支払われなかったり、支払われても日本まで届かなかったりといったことが多かった。
そのため、イエズス会は貿易に携わって、日本での活動費を独自に調達することとなった。マカオのイエズス会司教カルネイロは1570年（元亀元年）に生糸の貿易商人の輸出カルテルを設立。イエズス会の財務担当官（プロクラドール）が生糸を売りさばき、活動資金獲得を行なった。ポルトガル国王の布教保護権からの自立を模索したイエズス会は、大村純忠たちキリシタン大名の保護下での布教を進めていった。

## ポルトガル領ブラジル
ポルトガル政府は、教会を従属させ、職務を監督するために一種の国家宗教局である「信仰と修道会に関する顧問会議（メザ・ダ・コンシエンシア・エ・オルデンス）」を創設した。しかし、トルデシリャス条約で南米のブラジルを領有したものの、広大なブラジル領に散らばっている在俗司祭の活動を監督するのは困難だった。
現地のイエズス会や托鉢修道会（フランシスコ会・メルセス会・ベネディクト会・カルメル会）は、広大な領地を獲得して大規模農業を行なうことで経済的に独立し、王権に依存しなくなった。そして各修道会は、おのおのの規則に従い、先住民の処遇など、植民地化の問題に確固とした方針で臨んでいった。